# 販売士検定
販売士検定（はんばいしけんてい）とは日本商工会議所及び各地商工会議所が実施する検定試験。リテールマーケティング検定とも言う。経済産業省、中小企業庁後援。

## 歴史
販売士検定は1973年9月に施工された中小小売商業振興法により、中小小売商業の従業員の資質向上を目的として1974年に開始された検定である。販売士検定は1級から3級の三種類の試験に分かれているが、第1回販売試験において3級試験が始まり、翌年の1974年に2級試験、そして翌々年の1976年に1級試験が開始された。
1981年度までは各級年一回の開催であったが、1982年度以降では3級が年二回、2級および3級は年一回の開催スタイルになった。2021年からはCBT方式（ネット試験方式）に切り替わり、年間を通して随時受験することが可能となった。
販売士制度の創設時にはドイツのマイスター制度が参考にされた。

## 各級の基準
1級
小売業経営に関する高度の専門的な知識を身につけ、経営計画を立案し、総合的な管理業務を遂行できること。
2級
小売業について主として販売に関する専門的な知識を身につけ、ある程度の管理業務を遂行し、かつ部下を指導できること。
3級
小売店舗運営の基本的な仕組みを理解し、販売員としての基礎的な知識と技術を身につけ、販売業務を行うことが出来ること。
この資格は有効期限が設定されており、資格の有効期間は取得から5年である。期限内に資格更新講習の受講または指定通信教育講座の受講をしなければ、失効する（ただし、資格の有効期限までに更新手続きを行わず、有効期間終了後１年以内の者に限り、遅延更新として資格の登録を継続することが可能とされる。なお、資格の有効期間終了後１年以上が経過して、海外赴任や病気・けがによる長期療養などのやむを得ない事情により更新手続きができなかった者については遅延更新が認められる場合がある）。
また、2級・3級の合格者が有効期間内に上の級の販売士試験に合格した場合、認定証の提示をすれば資格更新講習の受講または指定通信教育講座の受講が免除されて資格を更新することができる。
資格更新手続きや住所変更登録内容の変更手続きは、販売士専用サイト上からも行える。

## 試験科目
- 1級～3級
  - 小売業の類型
  - マーチャンダイジング
  - ストアオペレーション
  - マーケティング
  - 販売・経営管理
- 1級では平成25年度試験までは面接試験があったが、平成26年度試験より廃止された。

## 受験料
- 1級 - 7,850円
- 2級 - 6,770円（第85回より）5,660円（第84回まで）
- 3級 - 4,200円（第85回より）4,120円（第84回まで）

## 更新料
- 全ての級 - 2,000円

受験料とは別に更新講習を受講するごとに更新料が必要になる。

## 科目免除
3級において一定の条件を満たした場合、一部科目が免除される。
条件・免除科目は次の通り。
- 各地商工会議所が開催する「3級販売士養成講習会」または日商指定の通信教育機関による「養成通信教育講座」を修了した者

　免除科目：「販売・経営管理」
- 公益財団法人全国商業高等学校協会（全商協会）主催の「商業経済検定試験」の「ビジネス基礎」・「マーケティング」の2科目に合格した場合

　免除科目：「マーケティング」
- 「ビジネス基礎」・「マーケティング」に加え、「商品と流通」・「国際ビジネス」・「経済活動と法」のいずれか1科目の計3科目に合格した場合

　免除科目：「マーケティング」・「販売・経営管理」
- 1科目の科目免除を受けた者の試験時間は120分。2科目の科目免除を受けた者の試験時間は90分となる。

→第70回より24分/科目に変更される予定。